# Copa Hopman de 2023
A Copa Hopman de 2023 foi a 32ª edição do torneio entre países do tênis em mistas, organizada pela Federação Internacional de Tênis.
Donna Vekić e Borna Ćorić da Croácia derrotaram os suíços Céline Naef e Leandro Riedi na final.

## Entradas
Os doze jogadores da edição de 2023 foram revelados em 4 de abril de 2023.
| País      | Jogadora        | Jogador         |
| --------- | --------------- | --------------- |
| Bélgica   | Elise Mertens   | David Goffin    |
| Croácia   | Donna Vekić     | Borna Ćorić     |
| Dinamarca | Clara Tauson    | Holger Rune     |
| Espanha   | Rebeka Masarova | Carlos Alcaraz  |
| França    | Alizé Cornet    | Richard Gasquet |
| Suíça     | Céline Naef     | Leandro Riedi   |

## Final

### Suíça vs. Croácia
| Suíça 0 | Nice Lawn Tennis Club 23 de julho de 2023, 16h saibro | Nice Lawn Tennis Club 23 de julho de 2023, 16h saibro | Croácia 2 |     |   |            |
| \| \| \| \| 1 \| 2 \| 3 \| \| \| - \| \| ----------------------------------------------------- \| --- \| --- \| - \| ---------- \| \| 1 \| \| Céline Naef Donna Vekić \| 3 6 \| 4 6 \| \| \| \| 2 \| \| Leandro Riedi Borna Ćorić \| 1 6 \| 4 6 \| \| \| \| 3 \| \| Céline Naef / Leandro Riedi Donna Vekić / Borna Ćorić \| \| \| \| não jogado \| |                                                       |                                                       |           |     |   |            |
| |                                                       |                                                       | 1         | 2   | 3 |            |
| 1 | Suíça · Croácia                                       | Céline Naef Donna Vekić                               | 3 6       | 4 6 |   |            |
| 2 | Suíça · Croácia                                       | Leandro Riedi Borna Ćorić                             | 1 6       | 4 6 |   |            |
| 3 | Suíça · Croácia                                       | Céline Naef / Leandro Riedi Donna Vekić / Borna Ćorić |           |     |   | não jogado |